# Arroyo Dorado
El arroyo Dorado es un curso de agua ubicado en la provincia de Misiones, Argentina que desagua en el río Uruguay.
El mismo nace en las estribaciones bajas de la sierra de Misiones, cerca de la localidad de Alta Unión, departamento Veinticinco de Mayo, y que con rumbo sur se dirige hasta desembocar en el río Uruguay cerca de la localidad de Colonia El Progreso, departamento Guaraní.
- Datos: Q5646426